# Stäpplavmätare
Stäpplavmätare. Ascotis selenaria är en fjärilsart som beskrevs av  Michael Denis och Ignaz Schiffermüller 1775. Stäpplavmätare ingår i släktet Ascotis och familjen mätare, Geometridae. I Sverige är arten funnen på Öland vid ett tillfälle. Sex underarter finns listade i Catalogue of Life, Ascotis selenaria artemis (Staudinger, 1897), Ascotis selenaria cretacea (Butler, 1879), Ascotis selenaria eugrapha Herbulot, 1985, Ascotis selenaria ijimai Inoue, 1955, Ascotis selenaria kaolina (Bryk, 1949) och Ascotis selenaria selenaria ([Denis & Schiffermüller], 1775).

## Bildgalleri

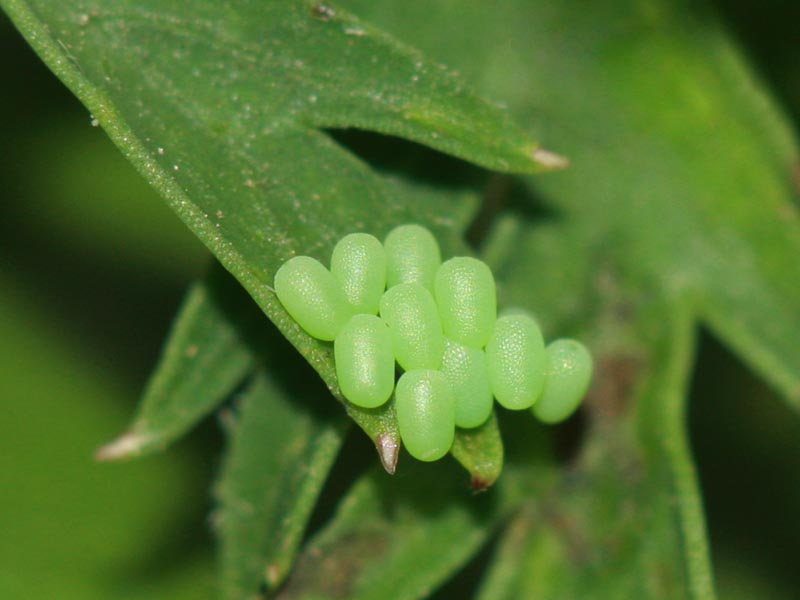
Fjärilens ägg
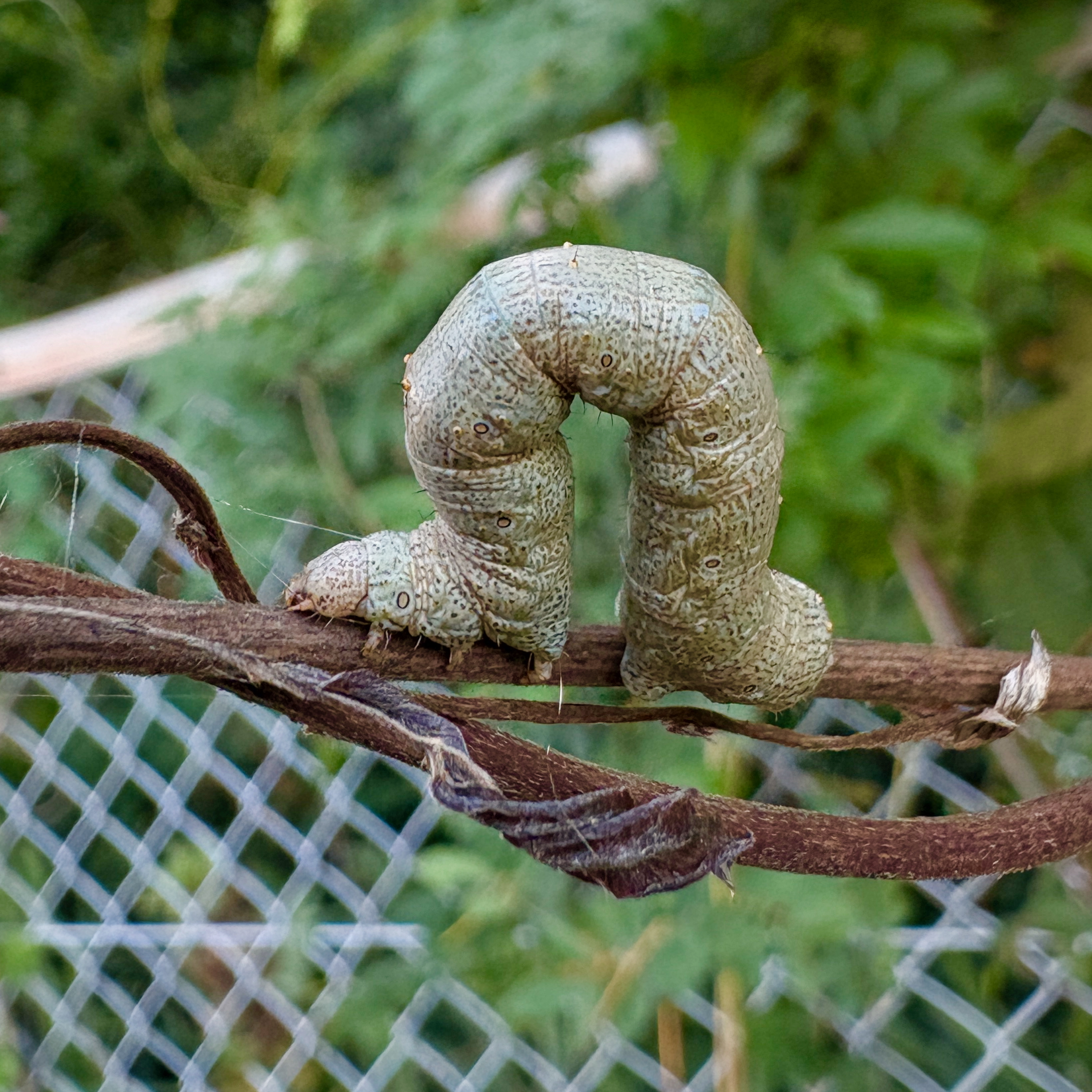
Fjärilens larv.
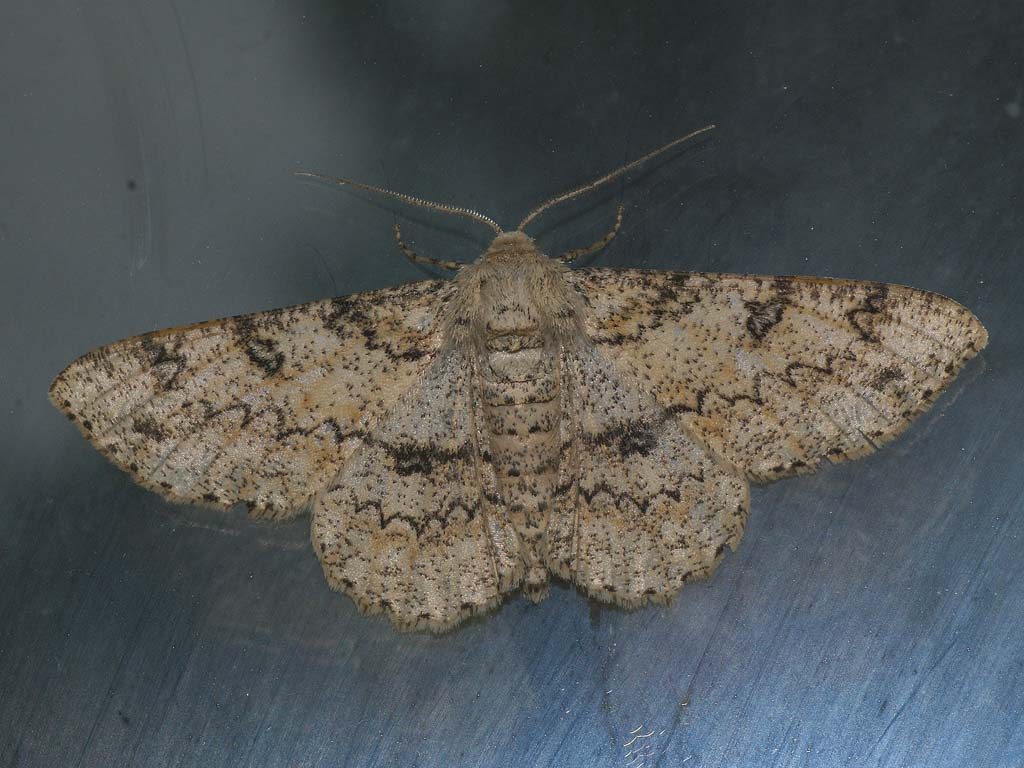
Imago fjäril.
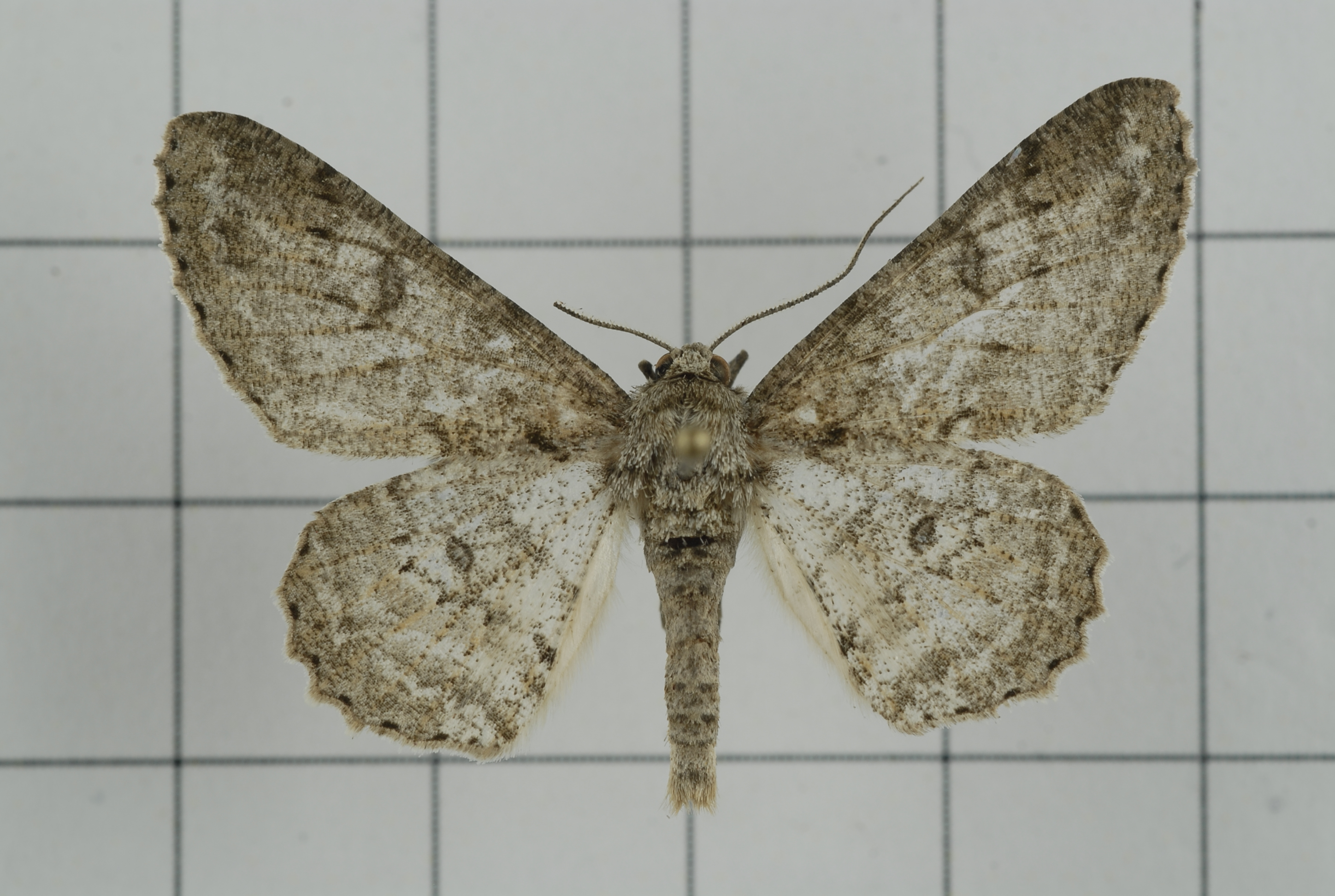
Preparerad (uppnålad) imago fjäril.